# Fitzroy Crossing
Fitzroy Crossing ist eine Ortschaft in den Kimberleys / Western Australia, etwa 400 km östlich von Broome und 300 km westlich von Halls Creek. Der Ort, an dem der Great Northern Highway den Fitzroy River quert, liegt etwa auf 114 m. 2006 hatte Fitzroy Crossing ca. 1.200 Einwohner (90 % Aborigines).
|                       | Jan   | Feb   | Mär   | Apr  | Mai  | Jun  | Jul  | Aug  | Sep  | Okt  | Nov  | Dez   |   |       |
| Mittl. Tagesmax. (°C) | 37,8  | 35,9  | 36,3  | 36,4 | 33,1 | 30,2 | 30,8 | 33,3 | 37,1 | 40,0 | 40,7 | 39,0  | ⌀ | 35,9  |
| Mittl. Tagesmin. (°C) | 25,3  | 24,6  | 23,9  | 21,0 | 15,6 | 12,5 | 12,1 | 14,0 | 18,8 | 23,0 | 25,8 | 25,9  | ⌀ | 20,2  |
|                       |       |       |       |      |      |      |      |      |      |      |      |       |   |       |
| Niederschlag (mm)     | 155,5 | 212,4 | 130,4 | 35,4 | 5,3  | 11,7 | 3,6  | 0,4  | 0,2  | 15,0 | 27,8 | 110,5 | Σ | 708,2 |
|                       |       |       |       |      |      |      |      |      |      |      |      |       |   |       |
| Regentage (d)         | 15,1  | 15,6  | 12,6  | 2,8  | 1,3  | 0,9  | 1,3  | 0,3  | 0,4  | 2,2  | 5,2  | 12,0  | Σ | 69,7  |

| 25,3 |

| 24,6 |

| 23,9 |

| 21,0 |

| 15,6 |

| 12,5 |

| 12,1 |

| 14,0 |

| 18,8 |

| 23,0 |

| 25,8 |

| 25,9 |

| 25,3 |

| 24,6 |

| 23,9 |

| 21,0 |

| 15,6 |

| 12,5 |

| 12,1 |

| 14,0 |

| 18,8 |

| 23,0 |

| 25,8 |

| 25,9 |

Neben Tourismus sind auch die Minenindustrie und Rinderfarmen wichtige Industrien der Kimberleys.

## Geschichte
Das Land gehörte im Zeitpunkt seiner Entdeckung durch Europäer dem Aborigine-Stamm der Bunuba, deren Territorium sich nordwestlich des Fitzroy Rivers von der Kalksteinformation eines devonischen Riffs (Napier Range) bis zur Abbruchkante des geologisch älteren Kimberley Plateaus (King Leopold Ranges) erstreckte.
Östlich des Fitzroy River – rund um die Farmen Fossil Downs und Louisa Downs – lebten die Gooniyandi, die Nyigina und weiter südlich, am Rande der Great Sandy Desert, die Walmakarri.
Einer der ersten Europäer, der zum Fitzroy River nahe der Mündung des Margaret River kam, war Alexander Forrest 1879. Für die Expeditionsteams, die das Land von West nach Ost erkundeten, erwies sich der Fitzroy River zur Regenzeit als unpassierbare Barriere. 1886 wurde die erste Rinderfarm – Fossil Downs – von W.N.M. (Bill) MacDonald errichtet. 1897 ist die erste Herberge – das Crossing Inn – dokumentiert.
Auf Landkarten erscheint der Ort seit 1903. Ein erster Flussübergang in Beton wurde 1935 an der Stelle einer natürlichen Furt geschaffen. Doch erst die 1974 fertiggestellte Highway Bridge ermöglicht eine ganzjährige Überquerung des Fitzroy River. Erst 1975 wurde der Ort offiziell vermessen.
Am 19. Juni 1987 wurde der 26-jährige deutsche Tourist Joseph Schwab bei der etwa 32 km südwestlich von Fitzroy Crossing am rechten Ufer des Cunninghame River gelegenen Jubilee Downs Station (Lage) von einer taktischen Einsatzgruppe der Westaustralischen Polizei gestellt und nach einem Schusswechsel getötet. Er hatte in Timber Creek und am Pentecost River insgesamt fünf Australier aus dem Hinterhalt erschossen.

## Infrastruktur und Tourismus
Auf der Verbindung zwischen den Touristenzentren Broome und Kununurra am Südrand der Kimberleys entlang ist Fitzroy Crossing eine wichtige Zwischenstation am Great Northern Highway für Durchreisende.
Hauptattraktion ca. 20 Kilometer nördlich ist der Geikie-Gorge-Nationalpark mit seinem tief in den weichen Kalkstein eingeschnittenen Fitzroy River Canyon, der mit Booten befahrbar ist.
Fitzroy Crossing verfügt über alle notwendigen Versorgungseinrichtungen (Tankstelle, Krankenhaus, Geschäfte, Polizeistation) und ein kombiniertes Motel- und Camping-Areal (Fitzroy River Lodge).
Die alte einspurige Brücke über den Fitzroy River wurde im Januar 2023 von Zyklon Ellie so schwer beschädigt, dass sie abgerissen werden musste. Im Dezember desselben Jahres wurde die neue, jetzt zweispurige, Brücke über den Fluss in Betrieb genommen.